# Нікітино (Кезький район)
Нікі́тино (рос. Никитино) — присілок в Кезькому районі Удмуртії, Росія.
Населення — 2 особи (2010; 1 в 2002).
Національний склад станом на 2002 рік:
- росіяни — 100 %